# Victoria Davis
Victoria Barbara Anne Davis (née Montgomery) est un personnage de la série américaine Les Frères Scott, elle est la mère de Brooke Davis Baker, la grand-mère de Davis et Jude Baker, la belle-mère de Julian Baker et la femme de Ted Davis. Elle est interprétée par Daphne Zuniga.

## Histoire du personnage
Victoria Barbara Anne Montgomery, née le 22 juillet 1965 à Tree Hill (on le découvre sur l'acte de naissance de sa fille, Brooke, dans l'épisode 2 de la saison 4), a été élevée par des parents très strictes, et lorsqu'elle tombe amoureuse d'un garçon ne venant pas de sa classe sociale, ses parents la forcent à quitter son petit-ami, et l'ont poussé à épouser Robert Theodore Davis. Peu de temps après son mariage, Victoria tombe enceinte, voyant son rêve de diriger une entreprise de vêtements s'écrouler. Victoria met au monde: Brooke Penelope Davis, et fait en sorte de n'avoir plus jamais d'enfants. Lors de la jeunesse de Brooke, Victoria est une mère absente, et qui compense l'amour que doit donner une mère, par de l'argent. Elle ne soutient en aucun cas sa fille lors de l'adolescence. C'est d'ailleurs à cette époque qu'elle quitte son mari, Ted Davis. Elle quitte ensuite Tree Hill laissant Brooke toute seule.

### Saison 5
Au début de cette saison, on voit pour la 1re fois la fameuse Victoria Davis. Elle dirige avec sa fille, Brooke Davis, " Clothes Over Bro's " (Les Copines d'Abord en français) à 50 % depuis New York. Brooke n'étant pas heureuse à New York, décide de retourner, à l'insu de Victoria, habiter à Tree Hill. Lorsque Victoria apprend la nouvelle, elle est furieuse. Elle se rend alors à Tree Hill pour ramener sa fille à New York, qui refuse catégoriquement d'y retourner. Victoria essaye donc, de faire le plus honte possible a Brooke à Tree Hill pour enfin quitter « cette ville minable », d'après ses propres mots. Puis, elle finit par accepter que Brooke ait ouvert un magasin là-bas et dirige "Clothes Over Bro's " de Tree Hill.

### Saison 6
Au début de la saison 6, Victoria fait du chantage à Brooke, pour faire couler " Baby Brooke ". Alors, Brooke, en ayant marre de cette situation, cède 100 % à Victoria. Vers la fin de la saison, Victoria revient a Tree Hill pour demander de l'aide à Brooke, sur la création, car sa nouvelle styliste n'est pas à la hauteur. Dans un 1er temps, Brooke refuse d'aider sa mère, mais dans un second temps, après y avoir bien réfléchi, accepte de l'aider, mais, Brooke insinue toujours qu'elle n'a toujours pas de mère. Victoria reste donc à Tree Hill et se rapproche beaucoup de Samantha Walker, la fille adoptive non officiel de Brooke. Bien que Brooke ne soit pas d'accord avec cette nouvelle relation. Lorsque Sam reçoit une lettre de sa mère biologique, et que, elle décide d'aller vivre avec elle, Victoria montre enfin une petite part d'humanité en elle et est chagriné par ce départ. À la suite de cela, Brooke et Victoria se remettent au travail d'arrache-pied pour faire remonter " Clothes Over Bro's ".

### Saison 7
14 mois plus tard, Millicent dirige avec Victoria " Clothes Over Bro's " depuis New York et Brooke depuis Tree Hill. Brooke et Millicent engage Alex Dupre pour être le nouveau visage de " Clothes Over Bro's ". Lors d'un défilé, l'une des mannequins, ayant pris des somnifère par l'intermédiaire d'Alex, est indisponible pour défiler, alors, Brooke désigne Millicent pour défiler, à sa place. À la suite de cela, Millicent devient mannequin et sombre dans la drogue. Et c'est là qu'elle trouve un allié de poids qui veut à tout prix l'aider, qui est Victoria Davis ! Victoria Davis va combattre la drogue avec Millicent, et va se rapprocher de Brooke, comme une mère et sa fille sont censées l'être. Puis, pour créer la ligne masculine, Brooke va engager un styliste, Alexander Coyne, dont Victoria va tomber amoureuse. Cet amour est réciproque, et Brooke l'accepte bien qu'elle ne veut pas en entendre parler. Elle et Alexander vont donc retourner à New York tous les deux pour diriger " Clothes Over Bro's ".

### Saison 8
Dans le début de la saison 8, nous apprenons que Victoria a menti aux investisseurs de sa fille, ce qui fait que cette dernière est arrêtée, mais Victoria part en prison à la place de sa fille. Quand Brooke décide de liquider l'entreprise, Victoria lui en veut beaucoup, et les deux femmes se brouillent à nouveau. Sylvia Baker, la belle-mère de Brooke, fait sortir Victoria de prison, et l'invite à la réception de Thanksgiving, donnée par Haley, mais Brooke décide ne pas pardonner à sa mère. 
Victoria et sa fille se réconcilie à l'occasion du mariage de Brooke, c'est même Victoria qui emmène sa fille à l'autel.
À la fin de la saison, Victoria devient grand-mère quand sa fille donne naissance à des jumeaux, Davis et Jude Baker.

## Apparence physique et comportement mental
Victoria Davis est une personne avec beaucoup de classe. Elle est brune, avec les cheveux raides et légèrement ondulé sur le bas. Véritable business-woman, d'apparence froide, manipulatrice et même venimeuse, elle ne pense qu'à deux choses, la société et le travail ! Mais, à la fin de la saison 6, on découvre petit à petit une part d'humanité jusque-là insoupçonnée, entre autres grâce à Sam à laquelle elle s'est attachée.
À partir de la saison 7, Victoria devient très proche et très complice avec sa fille, Brooke. Cette dernière ayant enfin la mère qu'elle rêvait d'avoir depuis toujours. Après la naissance de Jude et Davis, fin de la saison 8, Victoria passe beaucoup de temps avec ses petits-enfants et est extrêmement proche de sa fille.